# Сантехника

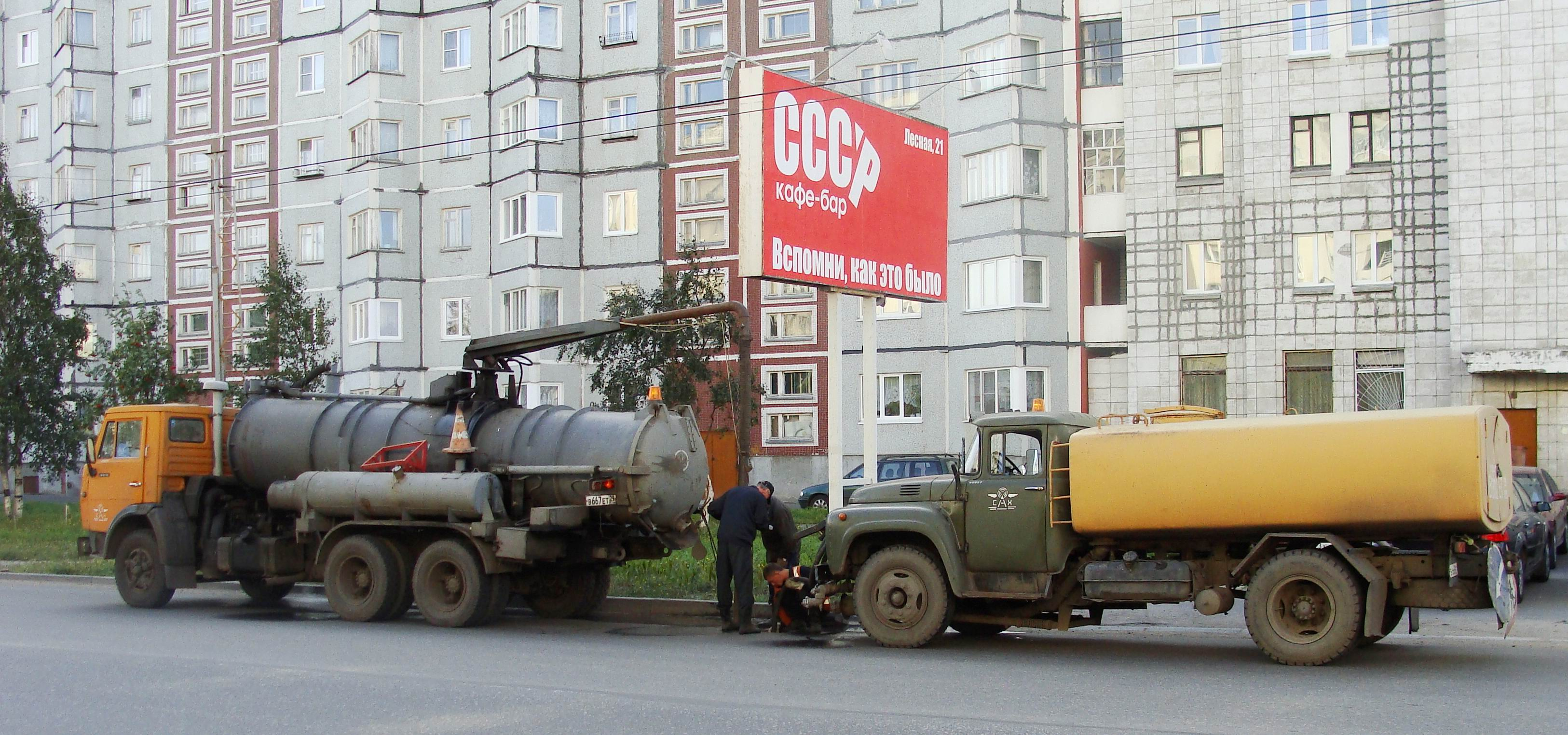
Обслуживание смотрового колодца с привлечением коммунальной автотехники: ассенизационной и поливомоечной машин

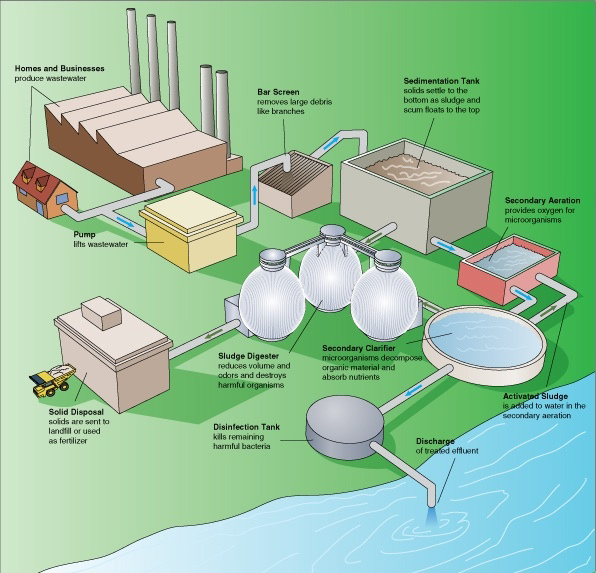
Схематичное отображение очистных сооружений сточных вод, как Санитарно-техническое предприятие

Сантехника (сокр. от санитарная техника) — термин для обозначения ряда технических средств, относящихся к водоснабжению, водоотведению, теплоснабжению, вентиляции и т. д. жилых, общественных, промышленных зданий, в населённых пунктах и промышленных предприятиях.
Под бытовой сантехникой подразумеваются изделия, предназначенные для кухонь, ванных комнат и уборных: ванны, раковины, мойки и умывальники, унитазы, биде, гидромассажные ванны, душевые кабины, а также смесители и краны. (Трубы, фитинги и шланги — вспомогательные, хотя и необходимые элементы для соединения и подключения этих устройств к трубопроводным системам водопровода и канализации.)
Сантехнику изготавливают из разнообразных материалов, как традиционных, так и новых. Это может быть стекло, металл, мрамор, фаянс, литой полимер, кварцит и др.

## История
История сантехники начинается с древних шумеров, к такому выводу помогла прийти находка резного трона-стульчака царицы Шубад. Этот предмет датируется 2600 годом до н. э. и свидетельствует о том, что древние шумеры уже пытались сделать процесс более удобным, в то время как в Европе мысль об усовершенствовании этой части своей жизни появилась значительно позже. Археологи также обнаружили, что в XX веке до н. э. на острове Крит уже была развита сантехника.
Как специально отхожее место унитаз впервые встречается в домах эллинистического периода. Жители Китая также приблизились в своем быту к предметам, напоминающим современный унитаз. Уже в 100 году до н. э. они смывали отходы водой. Европейцы же долгое время использовали в качестве унитазов специальные посудины или же, что чаще, опорожнялись на улице. Существуют свидетельства, что в Средние века нашей эры в Европе французские придворные имели обыкновение мочиться на занавески, что вынуждало закрывать апартаменты на реконструкцию. В качестве уборных использовались кусты или просто-напросто улицы, представляющие собой сплошную канализацию, отходы пищи и человеческого организма сбрасывались с балконов и из окон прямиком на мостовые. Такая ситуация сохранялась даже в XVIII веке в Версале. Непосредственно унитаз в привычном его облике ведет своё существование из Англии начала XX века, когда Томас Крэппер, слесарь, изобрел унитаз, ставший прародителем для всех нынешних конструкций. Названием же ему послужило название испанской компании Unitas, что значит «объединение» или «союз». Массовое производство унитазов началось в 1909 году.
История же ванн как предмета для омовения несколько проще, с момента их появления в V—VI веках до н. э. у древних греков они не сильно видоизменились. На тот момент ванны были высечены из целого куска мрамора, также они могли быть отлиты из меди или, в отдельных случаях, серебра. Принятие ванны на тот момент носило не гигиенический характер, а скорее церемониальный, так как служило для релаксации и помогало привести дух в равновесие и гармонию.
В римской империи общественные бани были местом встреч аристократии, где во время возлежания на мраморных ваннах велись неторопливые беседы и споры. Богатые женщины также совершали омовения в ваннах, а известная египетская царица Клеопатра предпочитала ванны из молока, но в массовом порядке обычая мыться не существовало до XVIII века. Похожие гигиенические процедуры, связанные с прототипами современной сантехники, существовали в Османской империи. В обиходе были мраморные ванны и кувшины для мытья, также сохранились иллюстрированные тексты и миниатюры, описывающие и изображающие процесс ухода за собой. Отличались чистоплотностью и японцы, чья ванна «офуро» использовалась для снятия усталости и напряжения. Горячую ванну принимали по очереди, начиная с главы семьи и заканчивая детьми, но перед принятием ванны все моются в душе, чтобы вода в ванной оставалась чистой. Ванну и традиции, связанные с её использованием в Европе, возродила и ввела в моду мадам Помпадур, бывшая фавориткой французского короля Людовика XV. После этого европейцы уже не забывали о гигиене и ванных процедурах.
Смеситель — устройство, смешивающее горячую и холодную воду в одном кране, изобрел сэр Уильям Томсон, известный как физик лорд Кельвин. Это изобретение было осуществлено ближе к концу XIX века, а в середине XX века стараниями Алекса Манукяна был изобретен и запатентован однорычажный смеситель. Тогда же было налажено и его массовое производство. 